# Vergine Finlandese

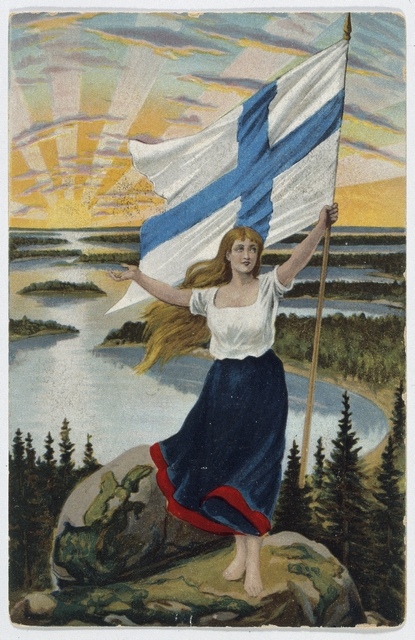
La Vergine Finlandese raffigurata su una cartolina del 1906.

La Vergine Finlandese (in finlandese: Suomi-neito) è la personificazione nazionale della Finlandia.

## Personificazione
È rappresentata come una giovane donna a piedi scalzi con capelli biondi, occhi azzurri e che indossa il costume nazionale blu e bianco oppure un vestito bianco. Chiamata originariamente Aura dal fiume Aura.
Come simbolo, la Vergine Finlandese, è stata usata fin dal XIX secolo quando fu descritta come una donna con la corona turrita. Fu rappresentata nelle belle arti e in poesia. Zachris Topelius e Walter Runeberg furono importanti nell'affermazione della Vergine Finlandese come simbolo. Come la Madre Svea della vicina Svezia, la Vergine Finlandese era all'inizio una donna adulta, ma gradatamente venne rappresentata più giovane.